# Campionato africano maschile di pallacanestro 1999
Il 20º Campionato Africano Maschile di Pallacanestro FIBA si è svolto dal 29 luglio al 6 agosto 1999 in Angola. Il torneo è stato vinto dai padroni di casa.
I Campionati africani maschili di pallacanestro sono una manifestazione biennale tra le squadre nazionali del continente, organizzata dalla FIBA Africa, all'epoca AFABA.

## Squadre partecipanti
| Gruppo A                                                   | Gruppo B                                                              |
| ---------------------------------------------------------- | --------------------------------------------------------------------- |
| - Algeria - Capo Verde - Egitto - Mali - Marocco - Senegal | - Angola - Costa d'Avorio - Mozambico - Nigeria - Sudafrica - Tunisia |

## Classifica finale
| Campione d'Africa | Campione d'Africa | Campione d'Africa | Campione d'Africa |
| --- | ----------------- | ----------------- | --- |
| Angola Qualificata alle Olimpiadi 2000 Angola4 J. Victoriano, 5 Moreira, 6 Â. Victoriano, 7 Swingue, 8 E. Victoriano, 9 Carvalho, 10 Coimbra, 11 Gomes, 12 Dias, 13 Almeida, 14 Lutonda, 15 Conceição, All. Mário Palma |                   |                   | |
| Pos. | Squadra           | V/P               | Formazione |
| | Nigeria           | 5-2               | Nigeria4 Ogwudire, 5 Nwosu, 6 Odediran, 7 Okonkwo, 8 Acha, 9 Owinje, 10 Jubril, 11 Dare, 12 Awojobi, 13 Eze, 14 Ibrahim, 15 Oyedeji, All. Ayo Bakare          |
| | Egitto            | 6-1               | Egitto4 Khairi, 5 Mohamed, 6 el-Sayed, 7 Abdel-Wahab, 8 Hassan, 9 el-Ghannam, 10 al-Sayid, 11 Ibrahim, 12 el-Aziz, 13 Moteleb, 14 Sakr, 15 Oraby, All. -      |
| 4. | Mali              | 3-4               | Mali4 Fané, 5 Diarra, 6 Diakité, 7 Kanté, 8 H. Traoré, 9 Kanouté, 10 Sy, 11 Diawara, 12 O. Traoré, 13 Telly, 14 Soumare, 15 Samake, All. -                    |
| 5. | Tunisia           | 4-2               | Tunisia4 el-Ouaer, 5 Rajhi, 6 Ben Taieb, 7 Housseini, 8 Maoua, 9 Kechrid, 10 Amri, 11 Boulaabi, 12 Tebbini, 13 Bouzarod, 14 Essalaoui, 15 Maalaoui, All. -    |
| 6. | Algeria           | 3-3               | Algeria4 Ait Kali, 5 Amane, 6 Benhoucine, 7 Kessi, 8 Harouni, 9 Rebahi, 10 Brahimi, 11 Boukhalfi, 12 Oukid, 13 Benramdane, 14 Sayah, 15 Ouali, All. -         |
| 7. | Senegal           | 3-3               | Senegal4 Niang, 5 M. N'Diaye, 6 Dieng, 7 Mar, 8 Ba, 9 Da Sylva, 10 Thioune, 11 Carvalho, 12 Sow, 13 Seye, 14 Wane, 15 A. N'Diaye, All. -                      |
| 8. | Costa d'Avorio    | 2-4               | Costa d'Avorio4 Bailo, 5 Oring, 6 Moro, 7 J.C. Kouame, 8 Bakayoko, 9 Touali, 10 Flegbo, 11 M. Kouamé, 12 Bangoura, 13 Amalabian, 14 Lasme, 15 Niamkey, All. - |
| 9. | Capo Verde        | 3-3               | Capo Verde4 Cabral, 5 Monteiro, 6 Ferreira, 7 Semedo, 8 Correia, 9 Fortes, 10 Er. Silva, 11 Tavares, 12 Moreira, 13 Timas, 14 Barbosa, 15 En. Silva, All. -   |
| 10. | Mozambico         | 1-5               | Mozambico4 Monjana, 5 Manhanga, 6 A. Deus, 7 Mambo, 8 Macuacua, 9 Tamele, 10 K. Deus, 11 Mbeve, 12 Neves, 13 Ferro, 14 Guibunda, 15 Muanquie, All. -          |
| 11. | Marocco           | 1-5               | Marocco4 Bendahmane, 5 Takouri, 6 Bouzidi, 7 Souari, 8 Mouak, 9 Fanjaoui, 10 Bouhelal, 11 Abnane, 12 Taia, 13 Kajaj, 14 Aitzizi, 15 Lichtaf, All. -           |
| 12. | Sudafrica         | 0-6               | Sudafrica4 Mazibuko, 5 Madondo, 6 Nthuping, 8 Mashiane, 9 Letsebe, 10 Gilchrist, 11 Mabaso, 12 Tsosane, 13 Letwaba, 14 Uniacke, All. -                        |